# Maska Boleści
Maska Boleści (ros. Маска скорби) – pomnik znajdujący się w stolicy obwodu magadańskiego – Magadanie w Rosji, upamiętniający ofiary represji stalinowskich i więźniów gułagów znajdujących się na Kołymie.
Pomnik znajdujący się na stromym wzgórzu w pobliżu miasta Magadan odsłonięto 12 czerwca 1996 roku, powstał przy udziale władz rosyjskich i wkładzie finansowym pochodzącym z rosyjskich miast m.in. z: Moskwy, Sankt Petersburga, Samary czy Nowosybirska. Został zaprojektowany przez rosyjskiego rzeźbiarza Ernsta Nieizwiestnego, którego rodzice padli ofiarą czystek stalinowskich w latach 30. XX wieku. Centralny pomnik składa się z 15-metrowej rzeźby stylizowanej na kształt twarzy, po której spływają łzy w postaci małych masek, a w jej wnętrzu mieści się typowa cela z czasów stalinowskich. W tylnej części pomnika znajduje się mała figura płaczącej kobiety oraz postać mężczyzny bez głowy na krzyżu. We wrześniu 2008 roku Dmitrij Miedwiediew złożył kwiaty pod pomnikiem w czasie swojej podróży po obwodzie magadańskim.